# Гюйкан
Гюйкан (ісп. Güicán) — місто й муніципалітет у колумбійській провінції Гутьєррес (департамент Бояка).
Поряд з містом розташований національний парк Ель-Кокуй.